# Breutelia crassicaulis
Breutelia crassicaulis är en bladmossart som beskrevs av Jean Édouard Gabriel Narcisse Paris 1900. Breutelia crassicaulis ingår i släktet gullhårsmossor, och familjen Bartramiaceae. Inga underarter finns listade i Catalogue of Life.